# 大花蚓果芥
大花蚓果芥（学名：Torularia humilis f. grandiflora）为十字花科念珠芥属蚓果芥下的一个变型。

## 扩展阅读
- 維基物種上的相關：大花蚓果芥